# Matara (stad)
Matara (Singalees: Mātara; Tamil: Māttaṛai) is de hoofdplaats van het district Matara in de Zuidelijke Provincie van Sri Lanka.
Ze ligt aan de zuidkust van het land en werd zwaar getroffen door de tsunami volgend op de zeebeving van december 2004. Volgens de volkstelling van 2001 telde ze toen 761.400 inwoners en is daarmee een van de grootste steden van het land.